# Die Schlacht um den Planet der Affen
Die Schlacht um den Planet der Affen (Originaltitel: Battle for the Planet of the Apes) ist ein US-amerikanischer Science-Fiction-Film des Regisseurs J. Lee Thompson aus dem Jahr 1973 und der fünfte und letzte Teil der ursprünglichen „Planet der Affen“-Filmreihe. Der Film stellt die Fortsetzung von Planet der Affen aus dem Jahr 1968, Rückkehr zum Planet der Affen aus dem Jahr 1970, Flucht vom Planet der Affen aus dem Jahr 1971 und Eroberung vom Planet der Affen aus dem Jahr 1972 dar.

## Handlung
Nachdem die Menschen zum Ende des 20. Jahrhunderts die beiden sprechenden Schimpansen Cornelius und Zira getötet hatten, überlebte deren Sohn Caesar und führte Jahre später die Revolution der Affen an, um diese aus der Sklaverei zu befreien.
Nachdem die Menschen einen atomaren Holocaust ausgelöst haben, sind die Metropolen unbewohnbar geworden. Caesar führt eine Gruppe von überlebenden Affen und Menschen an, die auf dem Land eine neue Siedlung gegründet haben, in der Affen und Menschen friedlich, wenn auch nicht vollkommen gleichberechtigt, miteinander leben, da die Affen fürchten, dass eine Gleichstellung der Menschen Krieg und Gewalt und schließlich die Zerstörung der gesamten Erde herbeiführen könnte. Caesars Wunsch entsprechend ernähren sich nun auch die Menschen vegetarisch und essen keine Tiere mehr. Da den Affen in den Jahren der Sklaverei die Furcht vor dem Wort „Nein“ durch Elektroschocks konditioniert wurde, ist es den Menschen verboten, dieses Wort gegenüber Affen auszusprechen.
Der menschliche Lehrer Abe unterrichtet die Affen im Lesen und Schreiben. Der Gorilla-General Aldo nimmt nur widerwillig am Unterricht teil. Als er aus Wut ein Schriftstück von Caesars Sohn zerreißt, sagt Abe das verbotene Wort zu ihm: „Nein“. Aldo und eine Gruppe Gorillas verwüsten daraufhin die Schule und verfolgen den flüchtenden Lehrer, bis Caesar dazwischen geht.
Caesar erklärt seinem menschlichen Freund MacDonald, dass er es bedauere, seine Eltern nicht kennengelernt zu haben und sie nicht mehr um Rat fragen zu können, insbesondere weil sie aus der Zukunft gekommen seien und das Schicksal der Erde gekannt hätten. MacDonald rät ihm darauf, in die „verbotene Stadt“ (auch „tote Stadt“ genannt) zu reisen und sich dort die im atombombensicheren Archiv unter der Stadt gelagerten Magnetbandaufzeichnungen über Cornelius und Zira anzusehen, um mehr über seine Eltern zu erfahren. So machen sich Caesar und MacDonald zusammen mit dem weisen Orang-Utan Virgil auf die Reise.
Sie gelangen ins Archiv und finden das Band der präsidialen Untersuchungskommission von 1973 über Caesars Eltern. In der radioaktiv verseuchten Stadt hat jedoch eine Gruppe von Menschen unter Gouverneur Kolp überlebt. Diese bemerken das Eindringen der drei in die Stadt, interpretieren dieses als Angriff der Affen und schießen auf die Eindringlinge. Den dreien gelingt es jedoch, zu fliehen und unversehrt nach Hause zu gelangen. Gouverneur Kolp will sie jedoch vernichten und schickt einen Spähtrupp hinterher. Nachdem dieser die Affenstadt ausfindig gemacht hat, marschiert die Armee der Menschen auf die Stadt zu, um dem befürchteten Angriff der Affen zuvorzukommen.
In der Zwischenzeit verkündet General Aldo den anderen Gorillas, dass er sich Waffen besorgen wolle, um die Menschen anzugreifen und die Herrschaft über die Affenstadt an sich zu reißen. Caesars Sohn Cornelius hört auf einem Baum heimlich die Rede mit, wird aber von den Gorillas entdeckt. Als Aldo den Ast durchschlägt, auf dem Cornelius sitzt, stürzt dieser ab und stirbt später an den Verletzungen. Das Anrücken der Menschen nimmt Aldo zum Anlass, die Herrschaft zu übernehmen, die Menschen der Affenstadt in einem Gehege einzusperren und die Waffenkammer zu plündern.
Als die menschlichen Angreifer die Affenstadt stürmen, gelingt es den Affen durch eine List, sie in die Flucht zu schlagen. Als Caesar die gefangenen Menschen freilassen will, widerspricht Aldo und will sie töten. Da konfrontiert Virgil, der Spuren am Ast entdeckt hat, Aldo mit dem Tod von Caesars Sohn. Aldos Reaktion weist ihn als schuldig aus, gegen das oberste Affengesetz verstoßen zu haben („Affe tötet niemals Affe“). Von den Affen geächtet, flüchtet Aldo auf einen Baum, von dem er in den Tod stürzt, nachdem ihm Caesar gefolgt ist. Caesar will nun einen Neuanfang wagen, indem er Menschen und Affen fortan die gleichen Rechte einräumt.
Im Jahr 2670, rund 600 Jahre nach Caesars Tod, schließt der als Gesetzgeber bezeichnete Orang-Utan seine Erzählung der Vergangenheit vor immer noch friedlich zusammenlebenden Affen und Menschen ab. In der letzten Einstellung sieht man eine steinerne Caesar-Statue, der eine Träne aus dem Auge läuft.

## Synchronisation
Die deutsche Synchronisation wurde von der Berliner Synchron GmbH erstellt. Dialogbuch führte Ruth Leschin, Dialogregie Dietmar Behnke.
| Rolle           | Darsteller     | Deutsche Stimme          |
| --------------- | -------------- | ------------------------ |
| Caesar          | Roddy McDowall | Norbert Langer           |
| Aldo            | Claude Akins   | Arnold Marquis           |
| Lisa            | Natalie Trundy | Renate Danz              |
| Gouverneur Kolp | Severn Darden  | Heinz-Theo Branding      |
| Mandemus        | Lew Ayres      | Herbert Weißbach         |
| Der Gesetzgeber | John Huston    | Konrad Wagner            |
| Virgil          | Paul Williams  | Joachim Nottke           |
| MacDonald       | Austin Stoker  | Joachim Kemmer           |
| Lehrer (Abe)    | Noah Keen      | Michael Chevalier        |
| Mendez          | Paul Stevens   | Friedrich Georg Beckhaus |

## Produktion

### Produktionsnotizen, Veröffentlichung
Die Dreharbeiten begannen am 2. Januar 1973. Die Szenen in der Affenstadt wurden auf der damaligen Fox-Ranch (dem heutigen Malibu Creek State Park) gedreht. Für die Szenen unterhalb der verbotenen Stadt wählte man als Kulisse die Hyperion-Abwasserkläranlage von Los Angeles. Die Produktionskosten wurden auf 1,8 Millionen US-Dollar geschätzt.
Kinostart in den USA war am 15. Juni 1973, in Deutschland am 10. August 1973.
In den Kinos der USA spielte der Film rund 8,8 Millionen US-Dollar ein.

### Hintergrund
In den ersten vier Minuten werden Szenen aus den beiden vorangegangenen Filmen Flucht vom Planet der Affen und Eroberung vom Planet der Affen gezeigt. Mit Lisa aus dem vorhergehenden Film ist Caesar nun verheiratet und hat mit ihr einen Sohn, der wie sein Großvater Cornelius heißt. MacDonald ist der Bruder des MacDonald aus dem vorangegangenen Film. Von Gouverneur Kolp wird MacDonald im Originalton als „the black man“ bezeichnet, in der deutschen Synchronisation wurde daraus „der Neger“. Interessanterweise ist General Aldo in diesem Film als brutaler unsittlicher Affe zu sehen, obwohl er in einer Erzählung von Dr. Cornelius in Flucht vom Planet der Affen als heldenhafter Anführer der Rebellion beschrieben wird.

## Kritiken
„Dreimal lieferte Pierre Boules Roman „Der Planet der Affen“ Vorlagen für schön ironische soziale Parabelspiele über Mensch und Tier. Der vierte fiel schon sehr ab, und dieser vorläufig letzte Affenfilm ist schlimm: billig, stümperhaft und einfallslos gemacht, ein paar Bretterbuden sind der Affenplanet im Jahre 2670, drei alte Jeeps und einige Platzpatronen halten für den Krieg der Menschen gegen die Intelligenztiere her.“

„Einfallslose, banale Utopie, die in kleinbürgerlichen Klischees und pseudophilosophischen Argumenten steckenbleibt. Schwächster und letzter Teil der „Planet der Affen“-Serie.“

„Nicht mehr so spaßig wie die früheren „Planet der Affen“-Filme. (Wertung: 1½ Sterne → mäßig)“